# Simon Mayall
 (janvier 2025).
Sir Simon Vincent Mayall, né en 1956, est un lieutenant-général de l'Armée britannique.

## Biographie
Mayall étudie au St George's College (en) à Weybridge, avant de poursuivre ses études au Balliol College d'Oxford où il est nommé B.A.
Il entre ensuite â l'académie royale militaire de Sandhurst, puis s'engage dans The King's Royal Hussars.
Promu lieutenant-général, de 2010 à 2014 il sert en tant que « Senior Defence Advisor (Middle East) » au MoD. Jusqu'en 2021 le général Mayall est aussi « Lieutenant of the Tower of London ».

## Distinctions honorifiques
KBE depuis 2014, Sir Simon Mayall est décoré, en 2010, CB; il est aussi nommé, en 2007, officier de la Légion du mérite.